# 알렉산드르 카렐린
알렉산드르 알렉산드로비치 카렐린(러시아어: Алекса́ндр Алекса́ндрович Каре́лин, 문화어: 알렉싼드르 까렐린, 1967년 9월 19일~)은 소련과 러시아의 레슬링 선수, 지도자이다. 현역 시절에는 그레코로만형 레슬링에서 활약했고, 러시아 연방영웅 수훈자이다. 1988년에서 1996년까지 하계 올림픽에서 금메달을 거머쥐었다. 이런 업적에 따라 "영장류 최강" , "제왕"이라는 별명이 붙어 있다. 시드니 올림픽 결승전에서 미국의 룰런 가드너에게 패하기 전까지 1987년에서 2000년 사이에 단 한 번도 패하지 않았고 1995년부터는 단 1점도 내주지 않았다. 이런 국제전에서의 깨질 수 없으리라 여겨지는 많은 기록과 특별한 신체력에 의해 존경받아 왔다.
카렐린은 역사상 가장 위대한 그레코로만형 레슬링 선수로 꼽힌다. 1999년에는 아키라 마에다에 대항해 RINGS라는 단체에 참여해 프로레슬링 선수가 되기도 했다. 블라디미르 푸틴을 경호하는 업무를 맡았으며 현재는 노보시비르스크주 연방평의회 의원으로 활동 중이다.

## 수상

### 레슬링
- 올림픽: 금메달×3 은메달×1
- 세계 레슬링 선수권 대회: 금메달×9
- 레슬링 월드컵: 금메달×2
- 유럽 레슬링 선수권 대회: 금메달×12
- 프렌드십 게임: 금메달×1
- FILA 그랑프리: 금메달×1
- 이반 포두브니 그랑프리: 금메달×6
- 독일 레슬링 그랑프리: 금메달×2

### 수훈
- 러시아 연방영웅
- 조국공헌훈장 4등급
- 공로훈장
- 인민우호훈장
- 우애훈장
- 시리아 군사 작전 참전자 메달
- 다게스탄 공화국 공로훈장
- 노보시비르스크 지역 공로훈장
- 포크리시킨 메달
- 성 사바 훈장 5등급
- 올림픽 훈장
- 소련 명예 공훈체육인
- 명예 러시아 체육 명장